# ミシュランガイド

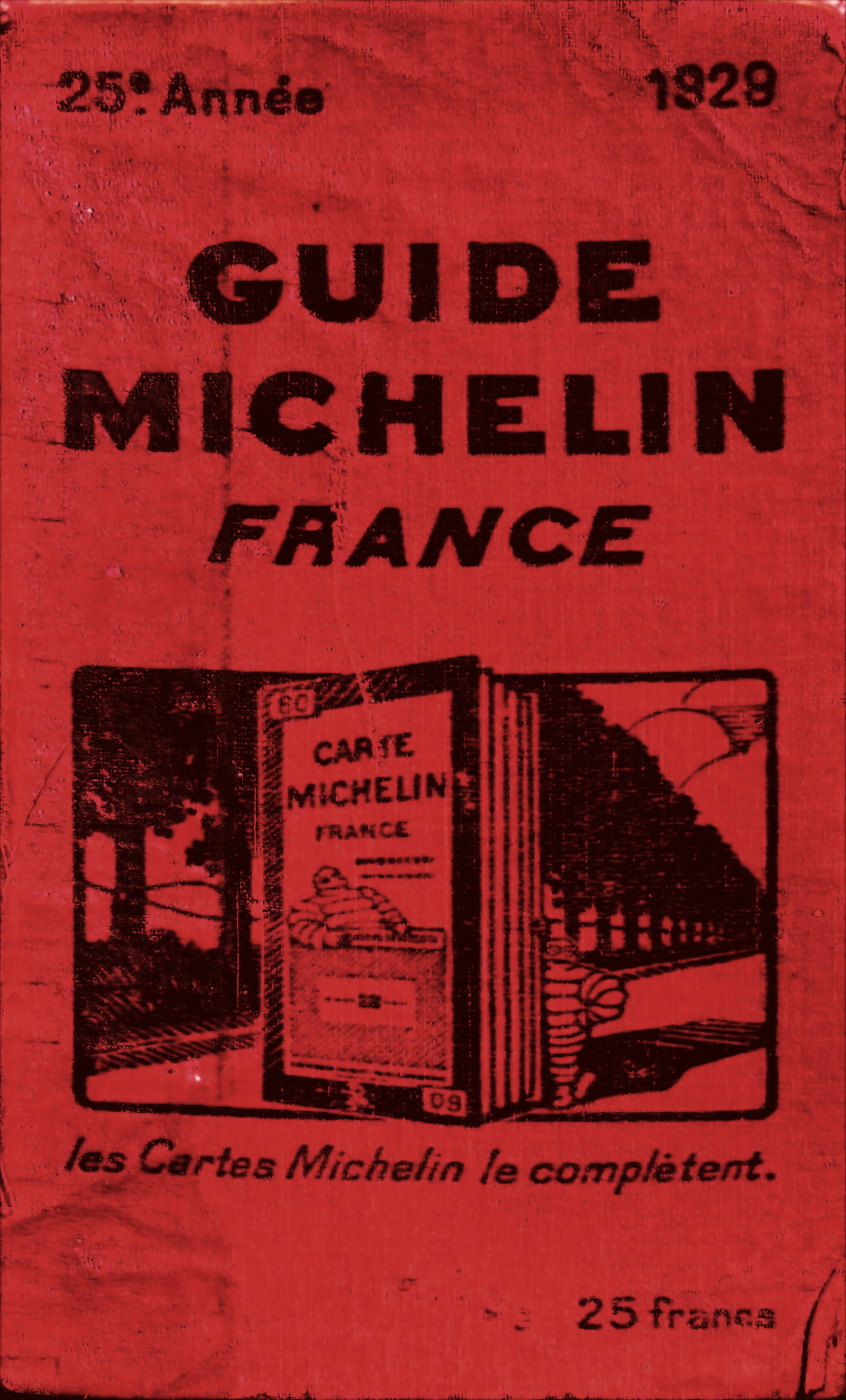
ミシュランガイド（1929年版）

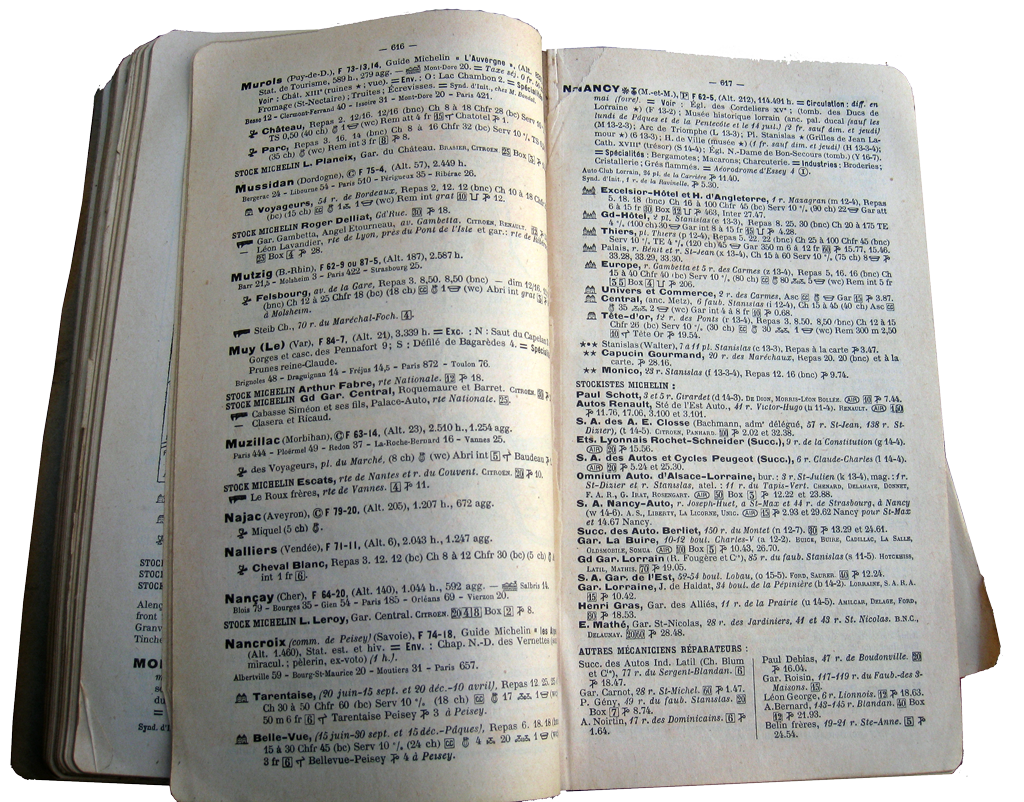
ミシュランガイド（1929年版）

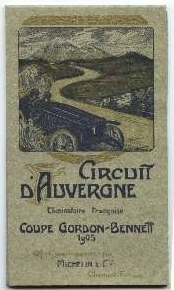
緑のミシュランガイド（1905年版）

ミシュランガイド（英: the Michelin Guide、仏: le Guide Michelin、フランス語発音: [gid miʃlɛ̃] ギッド・ミシュラン）は、フランスのタイヤメーカー・ミシュランにより出版される、さまざまなガイドブックの総称である。社名と同じ「ミシュラン」とも呼ばれる。

## 概要
代表的なものは、レストランの評価を星の数で表すレストラン・ホテルガイドである。これは装丁が赤色であることからレッド・ミシュラン（英: Red Guide、仏: le Guide Rouge ギッド・ルージュ）とも通称されている。日米欧各国にさまざまな地域版があり、合計で年間約100万部が販売されている。近年ヨーロッパにおける本書の影響力は低下しており、代わってアメリカ合衆国や日本といった新市場に積極的に展開している。
レッド・ミシュランは、一度発売したら、戦争時などを除いて半永久的に毎年改訂版を出す方針だったが、最近の日本版のみ発売されている特別版は毎年の継続調査をしていない。これは、本来のミシュランガイドの「毎年改定」の方針とは異なるものである。
ミシュランガイドとしては他に、緑色を基調とした装丁からグリーン・ミシュラン（英: Green Guide、仏: le Guide Vert ギッド・ヴェール）とも呼ばれる旅行ガイドブックや、自動車旅行向けの道路地図などがある。

## 歴史
始まり
パリ万博が行われた1900年、自動車運転者向けのガイドブックとしてフランスで発行されたのが始まりである。内容は、郵便局や電話の位置まで示した市街地図のほか、都市別のガソリンスタンドやホテルの一覧、さらには自動車の整備方法などである。これは3万5,000部が印刷されて無料で配布された。
発行者であるミシュラン社はタイヤ会社であり、これにより自動車旅行が活発化し、タイヤの売れ行きが上がることが目論みだったといわれる。「ガイドはタイヤのため」「ガイドはミシュランにとって、ブランド名を売り込むため、タイヤ事業を発展させるために存在する」との原則は現在も引き継がれており、ミシュランの2010年第1四半期の売上高に占めるレストランガイドや旅行ガイドなどの出版物が占める割合は約1%とされる。
1900年代
第一次世界大戦に伴い1915年から1918年まで出版が中断したものの、終戦後には旅行ガイドブックのシリーズとして『古戦場案内』も刊行された。このころ、ある修理工場を訪ねた際に傾いた作業台の足代わりとしてミシュランガイドが地面に積み重ねられているのを見かけて、「人間は金を払って買ったものしか大切にしない」と考えたミシュラン社のミシュラン兄弟はそれまでの無償配布を中止、1920年からは有償での販売となった。
1926年には料理を提供するホテルを星で格付けする方式が開始された。星の数は当初の1つ星のみから、2つ星までとなり、3つ星方式は1931年に最初に導入され、1933年からパリ版でも用いられるようになった。またこのころ、ミシュラン社員が匿名で施設の調査を行うようになった。第二次世界大戦に伴う1940年からの出版中断を経て、1945年に登場した改訂版では戦争で破壊されたレストラン・ホテルが点線で示された。星による格付けの再開は1950年版からである。
1956年、初めてのフランス国外版として「北イタリア」版ガイドが創刊され、ベネルクス版、スペイン版が続いた。
2000年代以降
2004年、第6代総責任者にジャン＝リュック・ナレが就任して拡大路線を推進。2005年には、初めてヨーロッパ以外を対象とした「ニューヨーク・シティ」版が登場、3つ星レストランがわずか4軒、しかもすべてがフランス人シェフの店だったことで物議を醸した。その後アメリカ合衆国では、「ラスベガス」「ロサンゼルス」「サンフランシスコとベイエリア」の各版が続けざまに加わった。
2007年には欧米以外では初となる東京版（2011年版からは東京・横浜・鎌倉）が、2008年には香港・マカオ版が、2009年には京都・大阪版（2011年版からは京都・大阪・神戸）が、2010年11月にはシカゴ版が刊行された。なお、この拡大路線を推進したジャン=リュック・ナレは2010年いっぱいで退任し、後任の選定は遅れ、2011年8月にミシュランの2輪タイヤ販売部門の副社長だったニューヨーク生まれのアメリカ人、マイケル・エリス（Michael L. Ellis）が就任した。2018年、マイケル・エリス（Michael L. Ellis）も、ミシュランを退社した。
レストランが星を1つ獲得するとその店の売り上げは30%増え、ある国でミシュランガイドが刊行されると、その国でミシュランタイヤを買おうと思う人が3%増えるといわれる。
赤字によりオンライン化へ
オンライン化の波に乗り遅れたガイド・地図事業自体は、毎年1,500万ユーロの赤字となっている。2010年にアクセンチュアがコンサルティングを行い、このままでは2015年には年間の赤字が1,900万ユーロ、2011年から4年間の累積で8,000万ユーロになるとし「廃刊」を含む3つのシナリオが提示されたとされる。ガイド・地図部門はデジタル・トラベル・アシスト部門と統合され、これに伴いパリ中心部7区にあったガイド・地図部門も、パリ郊外ブローニュ＝ビヤンクールにあるデジタル・トラベル・アシスト部門のオフィスに引っ越した。
各国販の動向
2011年版は、23か国をカバーする26種類のコレクションとなっている。他方、オーストリア版は売れ行き不振から廃刊、2010年版以降ラスベガス、ロサンゼルス版は経済的事情により休刊となっている。フランス版の累計発行部数は、2004年版までで3,000万部を突破した。また、世界の90か国を超える国で毎年約1,000万部の地図、旅行ガイド、レストラン・ホテルガイドを発行しており、ミシュランガイドは2008年全世界で120万部以上、2009年は100万部以上販売された。2024年10月に出版された2025年の東京版では世界初となる電子書籍版も併せて出版された。

## レストラン・ホテルガイド
これはミシュランガイドの中で代表的なものであり、レストランとホテルを評価・案内している。伝統的に赤色の装丁を特徴とし、ホテルの紹介の多い国別版・ヨーロッパ主要都市版（ホテル&レストランガイド）とレストランの紹介を主とする都市別のもの（レストラン&ホテルガイド）に大別される。フランス国内を中心に日米欧各都市・地域と言語別の分冊になっている。なお、アメリカ都市2011年版はレストランガイドとのみ表記されていながらホテルもカバーされていたが、2014年版よりアメリカ版にホテル評価はまったくなくなった。
レストランやホテル1件ごとの記載があり、それぞれに対して各種記号による格付けがなされている。現地語での発行が基本であるが、英語やフランス語版を持つものもある。香港・マカオ版は中国語英語併記となっている。宿泊施設と星付きレストランは通常1ページを使って写真とともに紹介される。その他は1ページにつき2か所ずつである。
2022年版より、以下のレストラン快適度評価、ホテルは掲載自体が廃止された。

### 評価と格付け

#### 星印による評価
（=料理そのもの（皿の上のもの）の評価）
一部マスコミ報道では「☆」（五芒星）のような記号が星印として引用されることがあるが、実際は雪の結晶のような（アスタリスク）状の記号が星印として用いられている。
星の数は次のような意味を持つ。
 （1つ星） - その分野で特に美味しい料理
 （2つ星） - きわめて美味であり遠回りをしてでも訪れる価値がある料理
 （3つ星） - それを味わうために旅行する価値がある卓越した料理
ミシュランガイドでは、星印がつかなくとも掲載されていること自体で一定の評価を得ていることを意味する。フランス2010年版では、掲載された3,453軒以上のレストランのうち26軒が3つ星を得ている。通常、全掲載レストランの1、2割程度が星つきであるが、日本の東京・横浜・鎌倉版、京都・大阪・神戸版は星つきレストランのみ掲載されている。一方、東京の気軽に楽しめるフランス料理店を紹介した『ミシュランガイド ボンヌ・プティット・ターブル・東京』では星なしのレストランも掲載され、これにともない日本版に初めてビブグルマンが登場することとなった。
フォークとスプーン印による評価（=快適さとサービスによる評価）2020年版から廃止
スプーンとフォークでX字形に組み合わせた印を5段階で用いることによって評価を現している。ホテルの項目ではファサードをマーク化したものが用いられる。

#### ビブグルマン
（仏：Bib Gourmand、コストパフォーマンスによる評価）
ビブとはミシュラン社のキャラクターである「ムッシュ・ビバンダム」のことである。レストランには1997年、ホテルには2003年から用いられるようになった比較的新しい基準で、価格以上の満足感が得られる料理として、それらのコストパフォーマンスを現している。レストランの場合パリ郊外では29ユーロ未満、パリでは35ユーロ未満、アメリカ合衆国では40米ドル未満でコース2皿とワインまたはデザートの提供、ボンヌ・プティット・ターブル・東京版では、5,500円以下でのコースやアラカルトの提供が条件となる。ニューヨークシティー2011年版のように星のついていない店に与えられる場合がほとんどであるが、ビブグルマンを得ることは必ずしも星を得ないことを意味しないとされている。
ガイド編集側は実際のガイド利用者は星つきレストランだけでなくガイド全体のセレクションに興味を持ち購読していると考えている。このためしばしばビブグルマン選定レストランが星つきレストランの発表前に公表される。

#### ミシュランプレート
※現在は廃止され、かつての「無印」に戻った。
ミシュランの基準を満たした料理、適正な食材で作られている。ミシュランの基準の具体的表記は、一切なし。公表していない。いわゆる、かつての無印店である。

#### セレクテッドレストラン
ビブグルマンには入らないが、ミシュランがおすすめするレストラン。以前の無印にあたる。

#### グリーンスター
2020年、ミシュランガイドは持続可能なガストロノミーにおける卓越性を象徴するグリーンスターというサステナビリティを表す標章を導入した。このグリーンスターを授与された店舗は、ガイドの公式ウェブサイト上でシェフがレストランのビジョンを語るためのスペースが与えられる。グリーンスターは、通常のミシュランの星やビブグルマン、あるいはセレクテッドレストランとしての掲載など、他の評価と同時に保持することができる。

#### ミシュランキー
2024年に始動した指標。ミシュランガイドに掲載されているホテル（旅館）の中でより優れた物を対象として選ばれる。シンボルは、花弁を思わせる柄のついた鍵。
初めにフランスのホテルから選出され、以降世界各地のホテルも随時選出される。 ミシュランガイド東京2025には、一切掲載されていない。

#### その他
平均予想金額（$$$など）に加えコインマーク（アメリカ版では25ドル以下、日本版におけるコインマークは「5,000円以下で楽しめる店」となっている）の金額別カテゴリもある。Small platesのカテゴリや、ワイン、酒、カクテルの興味深い品揃えを持つ店には、それぞれブドウの房、徳利と猪口、カクテル・グラスマークが付与される。

### 調査方法
ガイドブック内に広告は掲載されず、評価対象に対しては匿名での調査を基本とする。フランスの慣習「料理評論家が評価対象のレストランでの食事に代金を支払わない」には従わないが、身分を明かしたあとに写真撮影のための料理代金は店持ちとなるという。
調査員は調査地域を固定されることなく、各地を転々とする。調査員の大半はホテル学校の卒業生で、5年から10年のレストラン・ホテル業界経験者のミシュラン社員であるとされる。新人審査員は6か月の研修ののち、さらに6か月先任者と同伴して調査に臨み、適性が審査される。
典型的な国別ガイドの審査員は1人あたり年間130日ほどホテルに宿泊し、800ほどの自薦レストラン、ホテルを訪れ、240食ほどの食事をとり、これらを評価する。これらはすべて偽名を使って行われる。同じ審査員が同じレストランを3年以内に再訪することはない。都市別ガイドの審査員は自宅から出勤し、ホテルを評価する代わりにレストランでより多く試食を行う。
さらに、調査員の身分を明かしてレストラン・ホテルの経営者やシェフについて聞き取りを行う「訪問調査」が組み合わされる。すべてのレストランには少なくとも2年に一度、星などを与えられたレストランには年に数回という頻度での「試食調査」が行われているといわれる。
最終的な決定は、調査員からの報告書とミシュランガイドに織り込まれている読者カードにより寄せられた読者の意見なども加味され、審査員全員の合議により決定される。また、各国の調査員は担当地域以外にも赴いて現地調査員の評価をクロスチェックしており、ガイドが国際間比較におけるベンチマークとなることを意図している。
編集長による説明
フランス人以外として初のフランス版編集長に2009年に37歳で就任したドイツ人ユリアネ・カスパー（Juliane Caspar）によると、フランスの調査員は約15人、ガイドに掲載されているホテルやレストラン8,072軒を担当する。世界中に調査員は約90人、日本にも7人の日本人調査員がいる。
1日あたり2 - 3軒、ガイド読者推薦のレストランを抜き打ちで訪問して調理場などを調べ、掲載候補はのちに覆面調査される。調査員は月曜昼から金曜昼まで昼夜連続9食をこなす。覆面なしの調査も少なくなく、覆面調査でも支払いを済ませてから調査終了時に身分を名乗り、店の評価についてオーナーと議論を交わす。この時点で素性が明らかになるので、数年間は同じ地方を担当しない。
調査のあと、1軒あたり約1時間かけて報告書を作る。星の獲得や喪失には必ず複数が覆面調査に入ったうえで協議し増減を決定する。
調査員による説明
ミシュランの調査員を16年間務めたパスカル・レミ（Pascal Rémy）は自著『L'Inspecteur Se Met a Table』において、3つ星レストランの中にはすでにその価値がなくなっているにもかかわらず、しがらみから星の数を維持している店もあるなどの実態を暴露している。また、「ナレはすべてを変えた。3つ星店にしか興味を持たず、調査員を素人ばかりにしてしまった」と批判している。

### 発行済みタイトル
| 国・地域別                | 現地語 | 英語 | 仏語 | 発売日         | （3つ星） | （2つ星） | （1つ星） | ビブグルマン                        | 総掲載数                                                     |
| ------------------------- | ------ | ---- | ---- | -------------- | --------- | --------- | --------- | ----------------------------------- | ------------------------------------------------------------ |
| イギリス・アイルランド    |        | ☆    | ☆    | 2010年2月1日   | 4         | 14        | 122       | 131（£28または€40以下）             | ホテル・ゲストハウス1,900軒以上、レストラン・パブ2,000軒以上 |
| イタリア                  | ☆      |      |      | 2010年12月14日 | 6         | 37        | 233       | 235（€30以下、主要都市では€35以下） | ホテル・その他宿泊施設4163軒、レストラン2313軒               |
| オーストリア（廃刊）      |        |      | ☆    | 2008年11月27日 | 0         | 10        | 44        | 129（€35以下）                      | レストラン469軒、ホテル1,261軒                               |
| オランダ                  | ☆      | ☆    |      | 2010年11月25日 | 2         | 13        | 83        | 97                                  | レストラン643軒、ホテル566軒                                 |
| スイス                    | ☆      |      | ☆    | 2010年11月18日 | 2         | 16        | 75        | 79（€35以下）                       | レストラン666軒、ホテル871軒                                 |
| スペイン・ポルトガル      | ☆      |      |      | 2010年12月14日 | 7         | 15        | 128       | 232（€35以下）                      | ホテル・郊外宿泊施設2806軒、レストラン・バー1975軒           |
| ドイツ                    |        | ☆    | ☆    | 2010年11月12日 | 9         | 23        | 205       | 386（€35以下）                      | レストラン1,598軒、ホテル4,287軒                             |
| フランス                  |        | ☆    | ☆    | 2010年3月4日   | 26        | 77        | 455       | 555（€29以下、パリでは€35以下）     | ホテル4,104軒、ゲストハウス515軒, レストラン3,453軒          |
| ベルギー・ ルクセンブルク |        |      | ☆    | 2010年11月25日 | 2         | 15        | 98        | 131                                 | レストラン985軒、ホテル673軒                                 |
| ヨーロッパ主要都市        |        | ☆    | ☆    | 2010年3月17日  | 15        | 55        | 271       | 231                                 | レストラン1,715軒、ホテル1,542軒                             |
| 都市別                    | 現地語 | 英語 | 仏語 | 発売日         | （3つ星） | （2つ星） | （1つ星） | ビブグルマン                        | 総掲載数                                                     |
| パリ                      |        | ☆    | ☆    | 2010年3月4日   | 10        | 13        | 41        | 65（€29以下、パリでは€35以下）      | ホテル60軒、レストラン424軒                                  |
| サンフランシスコ          |        | ☆    |      | 2010年10月27日 | 2         | 3         | 39        | 74（$40以下）                       | レストラン519軒                                              |
| ニューヨークシティー      |        | ☆    |      | 2010年10月6日  | 5         | 10        | 42        | 95（$40以下）                       | レストラン715軒                                              |
| シカゴ                    |        | ☆    |      | 2010年11月18日 | 2         | 3         | 18        | 46（$40以下）                       | レストラン342軒、ホテル39軒                                  |
| ラスベガス（休刊）        |        | ☆    |      | 2008年10月21日 | 1         | 3         | 13        |                                     | レストラン127軒、ホテル30軒 (2007)                           |
| ロサンゼルス（休刊）      |        | ☆    |      | 2008年10月21日 | 0         | 4         | 16        |                                     | レストラン263軒、ホテル27軒 (2007)                           |
| ロンドン                  |        | ☆    |      | 2010年2月1日   | 2         | 7         | 40        | 30（£28以下）                       | レストラン450軒、ホテル50軒                                  |
| 京都・大阪                | ☆      | ☆    |      | 2017年11月10日 | 12        | 40        | 139       | 221                                 | 飲食店・レストラン412軒、宿泊施設86軒                        |
| 東京                      | ☆      | ☆    |      | 2019年11月29日 | 11        | 48        | 167       | 238                                 | 飲食店・レストラン464軒、宿泊施設34軒                        |
| 香港・マカオ              | ☆      | ☆    |      | 2010年12月2日  | 4         | 12        | 53        | 50（HKD/MOP 300以下）               | レストラン253軒、ホテル56軒                                  |
| 上海                      | ☆      | ☆    |      | 2016年9月21日  | 2         | 7         | 18        |                                     |                                                              |
| ソウル                    | ☆      | ☆    |      | 2016年11月7日  | 2         | 3         | 19        | 36 (₩35,000以下)                    | レストラン145軒、ホテル35軒                                  |
| 台北                      | ☆      | ☆    |      | 2018年3月14日  | 1         | 2         | 17        | 36 (TWD1,000以下)                   |                                                              |

2007年における一覧については「True Michelin Guides 2007 By the Numbers」にまとめられている。
この他にも、手ごろな価格で気軽に楽しめる美味しいレストランを紹介する「ボンヌ・プティット・ターブル（いい小さな皿＝おいしい小さなレストラン）」シリーズ（フランス版、ベネルクス版、スペイン・ポルトガル版、東京版）、「La revue WASABI」主催者によるパリなどヨーロッパ都市の日本食レストランを網羅した『Itadakimasu Guide』やミシュランガイド創刊100号を記念して作成された『ミシュランガイド 世界の三つ星レストラン 〜世界の美食を巡る旅〜』などが刊行されている。韓国では2016年11月に韓国政府機関の韓食財団と韓国観光公社がソウル版発行のために4億ウォンを広告費の名目でミシュランに支払っていたことが報道された。

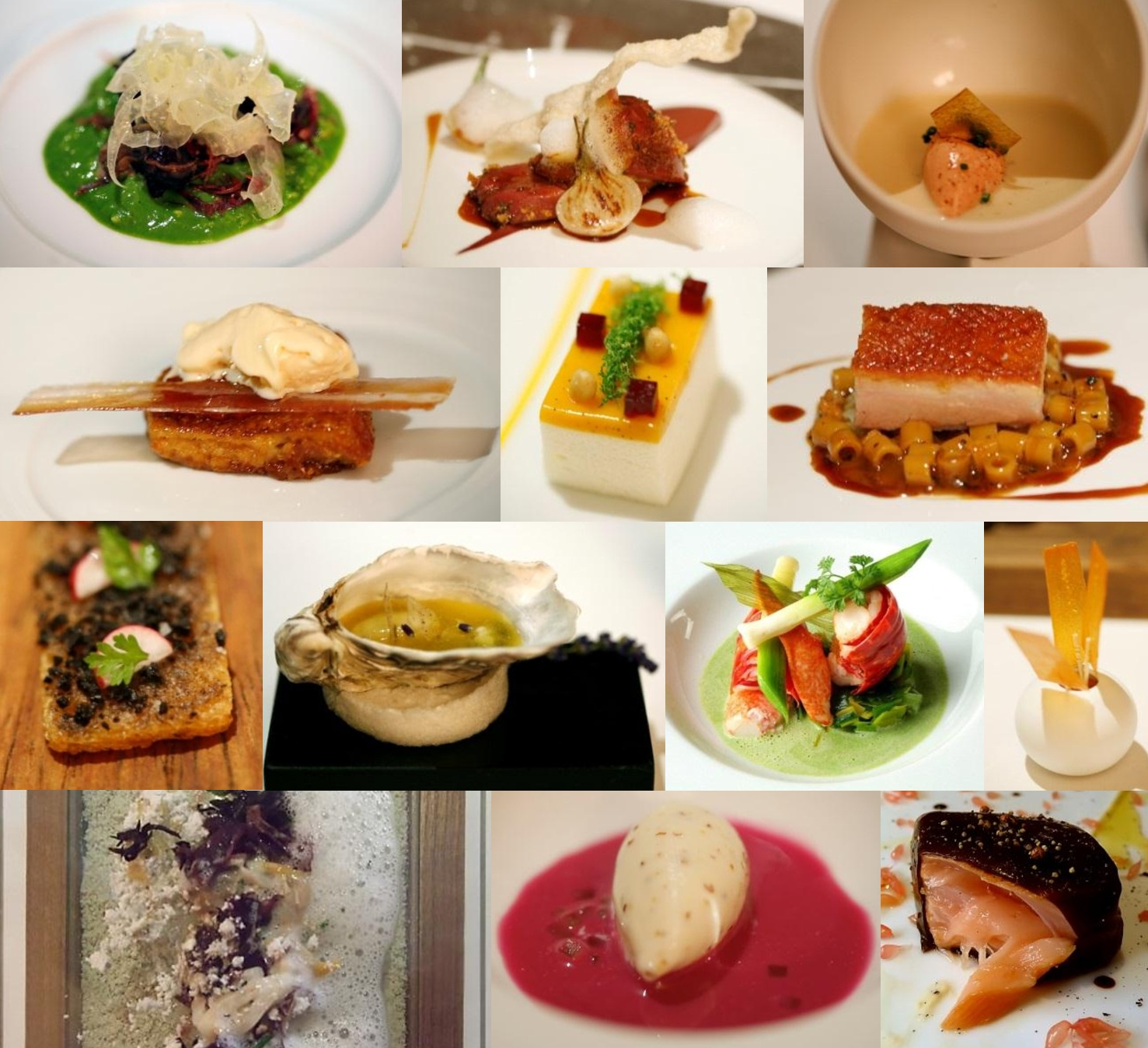
ある星つきレストランの料理
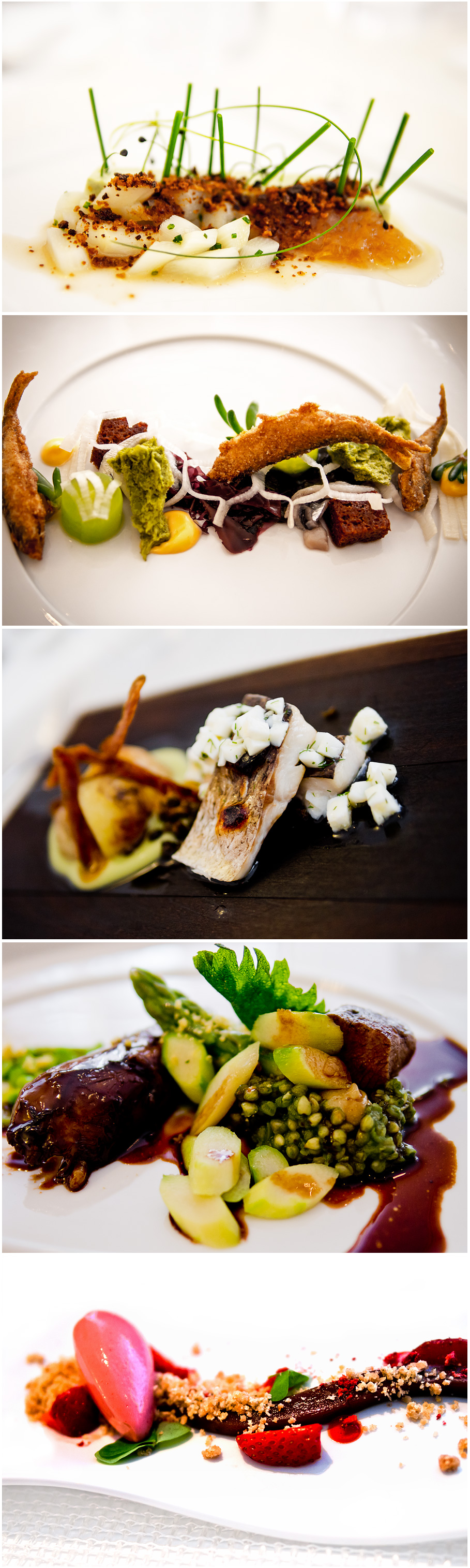
フィンランド・ヘルシンキの掲載レストランの定食コース
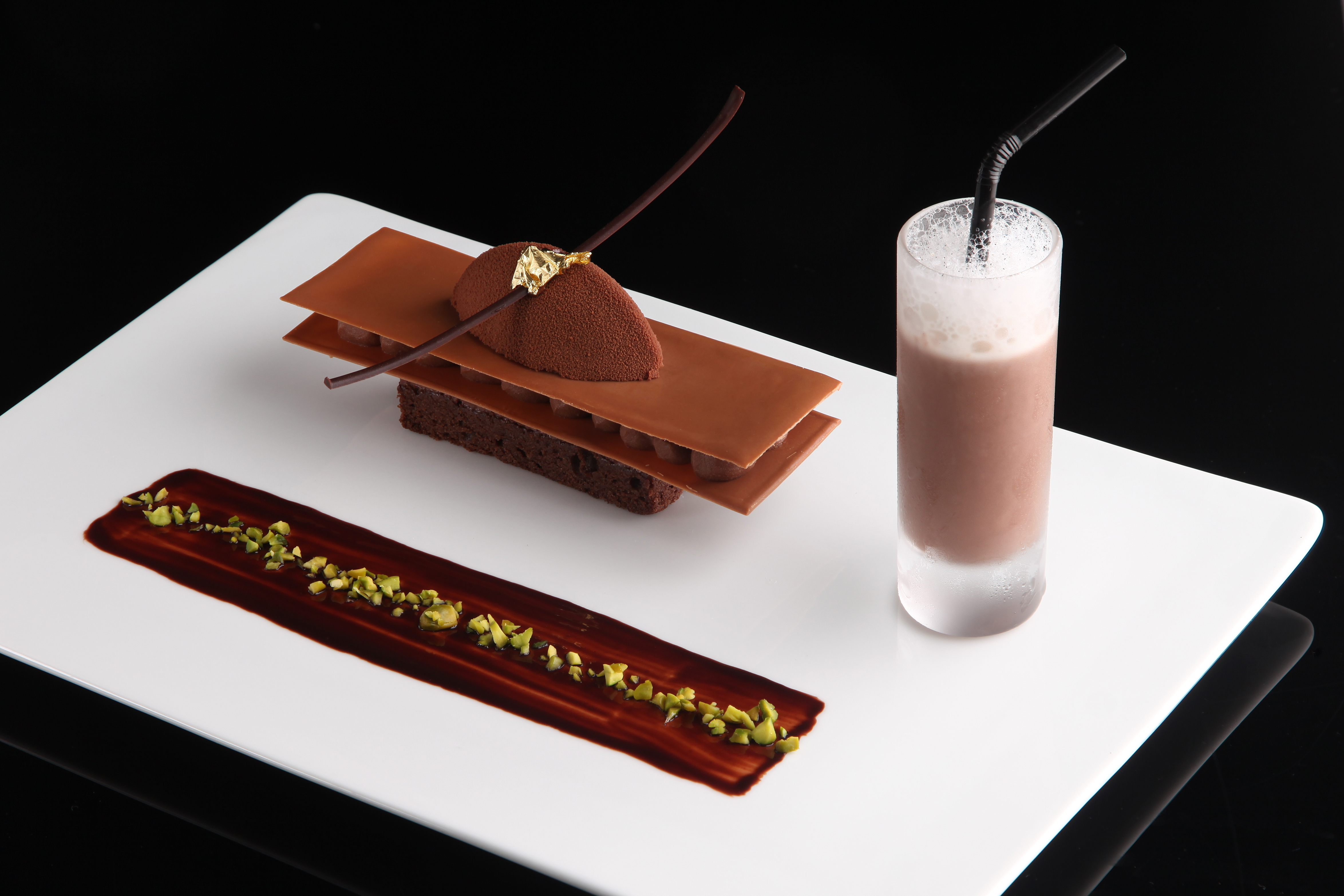
スイス・ジュネーブのある星つきレストランの料理
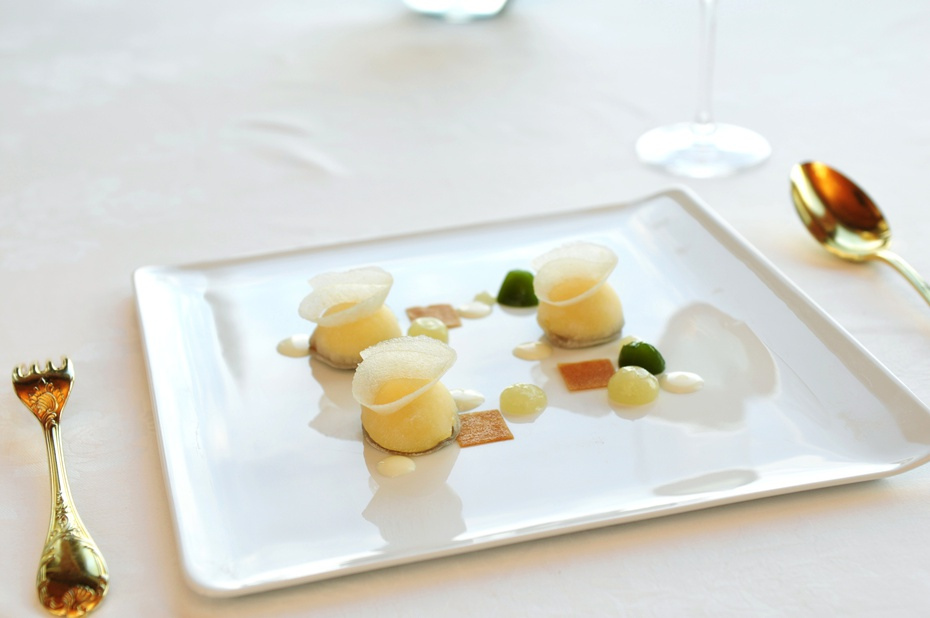
東京のある星つきレストランの料理

### レストラン・ホテルガイド日本版
| 地域   | エリア         | 2007年   | 2008年   | 2009年         | 2010年               | 2011年                     | 2012年                     | 2013年               | 2014年   | 2015年               | 2016年                 | 2017年         | 2018年              | 2019年               | 2020年               | 2021年                | 2022年         |  |
| ------ | -------------- | -------- | -------- | -------------- | -------------------- | -------------------------- | -------------------------- | -------------------- | -------- | -------------------- | ---------------------- | -------------- | ------------------- | -------------------- | -------------------- | --------------------- | -------------- |  |
| 北海道 | 北海道         |          |          |                |                      |                            | 北海道2012                 |                      |          |                      |                        | 北海道2017     |                     |                      |                      |                       |                |  |
| 東北   | 宮城           |          |          |                |                      |                            |                            |                      |          |                      |                        | 宮城2017       |                     |                      |                      |                       |                |  |
| 関東   | 東京           | 東京2008 | 東京2009 | 東京2010       | 東京・横浜・鎌倉2011 | 東京・横浜・湘南2012       | 東京・横浜・湘南2013       | 東京・横浜・湘南2014 | 東京2015 | 東京2016             | 東京2017               | 東京2018       | 東京2019            | 東京2020             | 東京2021             | 東京2022              | 東京2023       |  |
| 〃     | 横浜（神奈川） |          |          |                | 東京・横浜・鎌倉2011 | 東京・横浜・湘南2012       | 東京・横浜・湘南2013       | 東京・横浜・湘南2014 |          | 横浜・川崎・湘南2015 |                        |                |                     |                      |                      |                       |                |  |
| 〃     | 湘南（神奈川） |          |          |                | 東京・横浜・鎌倉2011 | 東京・横浜・湘南2012       | 東京・横浜・湘南2013       | 東京・横浜・湘南2014 |          | 横浜・川崎・湘南2015 |                        |                |                     |                      |                      |                       |                |  |
| 〃     | 川崎（神奈川） |          |          |                |                      |                            |                            |                      |          | 横浜・川崎・湘南2015 |                        |                |                     |                      |                      |                       |                |  |
| 中部   | 新潟           |          |          |                |                      |                            |                            |                      |          |                      |                        |                |                     |                      | 新潟2020             |                       |                |  |
| 〃     | 富山           |          |          |                |                      |                            |                            |                      |          |                      | 富山・石川（金沢）2016 |                |                     |                      |                      | 北陸2021              |                |  |
| 〃     | 石川           |          |          |                |                      |                            |                            |                      |          |                      | 富山・石川（金沢）2016 |                |                     |                      |                      | 北陸2021              |                |  |
| 〃     | 福井           |          |          |                |                      |                            |                            |                      |          |                      |                        |                |                     |                      |                      | 北陸2021              |                |  |
| 〃     | 愛知           |          |          |                |                      |                            |                            |                      |          |                      |                        |                |                     | 愛知・岐阜・三重2019 |                      |                       |                |  |
| 〃     | 岐阜           |          |          |                |                      |                            |                            |                      |          |                      |                        |                |                     | 愛知・岐阜・三重2019 |                      |                       |                |  |
| 〃     | 三重           |          |          |                |                      |                            |                            |                      |          |                      |                        |                |                     | 愛知・岐阜・三重2019 |                      |                       |                |  |
| 関西   | 京都           |          |          | 京都・大阪2010 | 京都・大阪・神戸2011 | 京都・大阪・神戸・奈良2012 | 京都・大阪・神戸・奈良2013 | 関西2014             | 関西2015 | 京都・大阪2016       | 京都・大阪2017         | 京都・大阪2018 | 京都・大阪+鳥取2019 | 京都・大阪2020       | 京都・大阪+岡山2021  | 京都・大阪+和歌山2022 | 京都・大阪2023 |  |
| 〃     | 大阪           |          |          | 京都・大阪2010 | 京都・大阪・神戸2011 | 京都・大阪・神戸・奈良2012 | 京都・大阪・神戸・奈良2013 | 関西2014             | 関西2015 | 京都・大阪2016       | 京都・大阪2017         | 京都・大阪2018 | 京都・大阪+鳥取2019 | 京都・大阪2020       | 京都・大阪+岡山2021  | 京都・大阪+和歌山2022 | 京都・大阪2023 |  |
| 〃     | 兵庫           |          |          |                | 京都・大阪・神戸2011 | 京都・大阪・神戸・奈良2012 | 京都・大阪・神戸・奈良2013 | 関西2014             | 関西2015 | 兵庫2016             |                        |                |                     |                      |                      |                       |                |  |
| 〃     | 奈良           |          |          |                |                      | 京都・大阪・神戸・奈良2012 | 京都・大阪・神戸・奈良2013 | 関西2014             | 関西2015 | 奈良2016             | 奈良2017               |                |                     |                      |                      |                       | 奈良2022       |  |
| 〃     | 和歌山         |          |          |                |                      |                            |                            |                      |          |                      |                        |                |                     |                      |                      | 京都・大阪+和歌山2022 |                |  |
| 中国   | 鳥取           |          |          |                |                      |                            |                            |                      |          |                      |                        |                | 京都・大阪+鳥取2019 |                      |                      |                       |                |  |
| 〃     | 岡山           |          |          |                |                      |                            |                            |                      |          |                      |                        |                |                     |                      | 京都・大阪+岡山2021  |                       |                |  |
| 〃     | 広島           |          |          |                |                      |                            | 広島2013                   |                      |          |                      |                        |                | 広島・愛媛2018      |                      |                      |                       |                |  |
| 四国   | 愛媛           |          |          |                |                      |                            |                            |                      |          |                      |                        |                | 広島・愛媛2018      |                      |                      |                       |                |  |
| 九州   | 福岡           |          |          |                |                      |                            |                            |                      | 九州     | 福岡・佐賀2014       |                        |                |                     |                      | 福岡・佐賀・長崎2019 |                       |                |  |
| 〃     | 佐賀           |          |          |                |                      |                            |                            |                      |          | 福岡・佐賀2014       |                        |                |                     |                      | 福岡・佐賀・長崎2019 |                       |                |  |
| 〃     | 長崎           |          |          |                |                      |                            |                            |                      |          |                      |                        |                |                     |                      | 福岡・佐賀・長崎2019 |                       |                |  |
| 〃     | 熊本           |          |          |                |                      |                            |                            |                      |          |                      |                        |                | 熊本・大分2018      |                      |                      |                       |                |  |
| 〃     | 大分           |          |          |                |                      |                            |                            |                      |          |                      |                        |                | 熊本・大分2018      |                      |                      |                       |                |  |

#### ミシュランガイド東京

##### 東京2008
2007年（平成19年）11月20日発売。東京版は初めての欧米以外の版であり、また、和食店や寿司屋が3つ星を取得した初めての例でもある。格付けは3つ星がパリの10軒に次ぐ8軒だったのをはじめ、150の掲載店すべてが1つ星以上を獲得、星の累計は191でパリの64軒97個の倍以上を獲得して世界最多となり、ミシュランガイド総責任者ジャン=リュック・ナレも含め、世界を驚かせた。また、28軒のホテルも掲載され、7軒のホテルが「豪華で最高級」と評価された。発売に際しナレは「東京は、世界一の美食の街である」とし、また、中央日報のインタビューに答える中で、日本料理の料理人に数世代、数百年かけて伝えられた料理人固有の技術と伝統の継承性を、どの都市のレベルよりも高いものであるとし、特に飲食店の専門性について「パリの日本飲食店に行けば、寿司、刺し身、焼き鳥など、メニューがたくさんある。このため、日本でもそうだと思っていたが、私が行った飲食店はほとんど寿司店、刺し身店、焼き鳥店、うどん店など、専門店に細分化されていた。非常に印象的だった。こうした特性から日本の飲食店の相当数は誰も追いつけない専門性を確保していた。当然、高い評価につながる」と述べた。
発売日から4日間で日本語版初版12万部をほぼ完売、2008年2月末までに29万部以上を販売した。発売初日に9万部も売れたのは、ミシュランガイド史上初めてという。
欧米以外の最初の都市に東京を選んだ理由として、3,000万人の人口、16万軒のレストランを擁する首都圏は、世界最大でもっとも洗練された飲食市場のひとつであるためとしている。
調査
調査対象は品川区、渋谷区、新宿区、中央区、千代田区、豊島区、港区、目黒区の8区。調査員はフランス人3名、日本人2名の計5名で、調査対象は約1,500軒だったとも言われる。さらに最終段階では欧州から調査員10人が合流し、総勢15人で格付けを決定した。あらかじめ選び出された東京のレストラン約1,000軒を覆面調査員が1年半をかけて訪問、盛りつけの見た目、味、食材の鮮度、仕込みの度合いなどといった観点から星が評価された。
掲載店
掲載対象となるのはミシュランの取材を受け入れた店のみである。総責任者ナレは日本のテレビ番組で「東京版で星を獲得した店から掲載を拒否されたことはない」としているが、ミシュランからの取材や撮影依頼を受けたものの、その手法を嫌って協力を拒否し掲載されなかった有名店もある。選ばれた店の80 - 90%は個人店で、大きなブランドや有名シェフの店はほとんど入っていなかった。
評価
東京版について、「平凡な店に星が与えられている」「星の大盤振る舞いは、マーケティング上の配慮にすぎないのでは」「根本的に文化も違うのに日本料理が本当に分かるのか」「格付けをすることで料理人の間に上下関係を作ってしまうのではないか」などの批判もある。
一部の料理評論家や雑誌記事をはじめ、東京都知事・石原慎太郎も、読後にミシュランガイドを酷評した。3つ星を獲得した店が、Yahoo!グルメの評価では5点満点中平均3.09点だった例も指摘されている。
フランス人調査員の中には、モズクなど日本料理に使用される食材に嫌悪感を示す者がおり、店側が気を遣い、通常のメニューとは異なる食材で料理を提供した例もあったという。
日本では、フランス人の来店客は目立つことに加え、
1. 席に着いた直後に皿を裏返してしげしげと眺める
2. 2名で来店し、1人がアラカルト、1人がコースで料理を注文する
3. コースのうち、数皿だけ省略するよう要望する
4. 電子辞書で食材を調べる
5. メモを取る

といった特異な行動を取ることで、ミシュランガイドの調査員であることが店側に見破られることもあったという。
「フランス人が和食を適切に評価できるのか」との疑問に対して、総責任者ナレは「調査員に日本人が加わっていることで問題はない」としている。
東京版と名乗りながら、東京23区のうち8区の店舗しか取り上げられていない、焼き肉・焼き鳥店の掲載が皆無など日本料理の分野に偏りがあるといった批判もあった。
東京の星の合計が191と、パリの97、ニューヨーク市の54を大きく上回ることについては、東京のレストラン総数16万店に対して、パリの1万3,000店、ニューヨーク市の2万5,000店という「分母の違いが考慮されるべきだ」との指摘もある。また、ミシュランは「ミシュランガイドはタイヤのため」を原則としており、東京版での星の大盤振る舞いは、日本でのタイヤ事業も含めた「ブランドイメージ向上のための戦略にすぎない」との評価もある。
一方、東京が食の都としてやっと世界に認知されたとする意見や、オリジナリティーに優れた若手料理家が世界にも評価され、また、年功序列がモノを言いがちな日本においても、広く紹介されるいい機会であるとする意見もある。

##### 東京2009
2008年（平成20年）11月21日発売。2008年版よりも調査対象地域が5区拡大し、台東区、世田谷区、杉並区、大田区、墨田区を加え13区になった。2008年版に比べ3つ星レストランは1軒増えて9軒に、2つ星は14軒、1つ星は35軒とそれぞれ増加した一方、17軒が星を失った。累計では227個の星を獲得し、2008年版同様掲載レストラン173軒すべてに星がついており、その65%は日本料理店、これにホテル30軒を含め合計203軒が掲載された。2009年版では日本の食文化を反映したマークが採用され、日本酒の品揃えがいい店や珍しい銘柄を揃えたレストランには「興味深い日本酒」マーク、座敷に上がる店には「靴を脱ぐ」というマークが記載された。また、2008年版に比べ文章の質の大幅な向上も指摘されている。一方、掲載拒否をした3軒のレストランは店の紹介写真なしに掲載された。

##### 東京2010
2009年（平成21年）11月20日発売。江東区と文京区が加わり15区が対象となった。3つ星は3軒昇格1軒降格により2軒増え世界最多の11軒に、2つ星は6軒増の42軒、1つ星は42軒増の144軒となった一方、19軒が星の数を減らしたり失ったりしため、合計では2009年版より24軒多い197軒が星を獲得した。またそれ以前の版同様、掲載されたレストラン全店197軒に星がつき累計261個の星を獲得、世界一ミシュランの星が多い都市として2位の京都以下を大きく引き離した。2010年版では審査員7人全員が日本人となったため和食部門が充実して掲載店の67%が日本食レストランとなり、居酒屋、串揚げ、焼き鳥、精進料理店も初掲載され、ほとんどの和食ジャンルがカバーされた。一方、掲載拒否店は18軒となった。

##### 東京・横浜・鎌倉2011
2010年（平成22年）11月27日発売。東京都の調査対象地域に足立区、荒川区を加え計17区にするとともに、横浜市と鎌倉市にも調査対象を広げて『ミシュランガイド東京・横浜・鎌倉』となった。発行部数は日本語版15万部、英語版3万部が予定されている。横浜の候補店約300軒、鎌倉約80軒も含め、7人の日本人調査員が匿名調査を行った。
3つ星は3軒増の14軒（東京14軒、横浜0軒、鎌倉0軒）で3つ星レストランが世界一多い街として東京がリードを拡大、2つ星は12軒増の54軒（東京52軒、横浜2軒、鎌倉0軒）、1つ星は54軒増の198軒（東京174軒、横浜14軒、鎌倉10軒）の計266軒となり、全店星つきとなっている。
また、1人あたり5,000円以下でランチやディナーを楽しめる星つきレストランを示すコインをあしらった「5,000円以下マーク」も京都・大阪・神戸版に引き続いて導入され、全掲載レストランの3分の1超の95軒（東京81軒、横浜7軒、鎌倉7軒）に5,000円以下マークが与えられている。
掲載レストランの73%は日本料理で、牛肉料理、とんかつ、おでんの店も加わった。一方、横浜中華街からは神戸南京町同様掲載店が出ず、一部で困惑が広がった。

##### 東京・横浜・湘南（2012 - 2014）
2012年版からは調査対象を湘南地区まで広げ、『ミシュランガイド東京・横浜・湘南2012』となった。
2014年版からは、他国・都市のレッドガイドと同様に星つきでない店も掲載されるようになり、東京のフレンチとイタリアンを対象にした「ビブグルマン」（5,000円以下）が登場、コインマークは1,050円以下の店対象に変更され、2011年発売の『ボンヌ・プティット・ターブル東京』を吸収する形となった。

##### 東京（2015 - ）
2014年12月に発表された2015年版からは調査範囲が東京のみに絞られた。一方、調査範囲から外れた横浜・湘南については、2015年5月22日に川崎を加えた『横浜・川崎・湘南2015特別版』が発行された。

##### 東京2023
（3つ星） - それを味わうために旅行する価値がある卓越した料理 合計12軒
2022年11月15日に2023年版が発表され、最高ランクの3つ星について昨年と変更はなかった。
なお、 （2つ星）は39軒、（1つ星）は149軒掲載された。
| 店名                 | ジャンル     | 住所           | 三ツ星獲得時期                                                                                               |
| -------------------- | ------------ | -------------- | --- |
| カンテサンス         | フランス料理 | 品川区北品川   | 初発刊の2008年版以降15年連続で3つ星掲載。                                                                    |
| ジョエル・ロブション | フランス料理 | 目黒区三田     | 初発刊の2008年版以降15年連続で3つ星掲載。                                                                    |
| かんだ               | 日本料理     | 港区愛宕       | 初発刊の2008年版以降15年連続で3つ星掲載。                                                                    |
| 神楽坂 石かわ        | 日本料理     | 新宿区神楽坂   | 初発刊から1年遅れての2009年版に初の3つ星獲得。 以降、14年連続で3つ星掲載。虎白の小泉氏は石かわ出身の料理人。 |
| 龍吟                 | 日本料理     | 千代田区有楽町 | 2012年版で初の3つ星獲得。以降、11年連続で3つ星掲載。                                                         |
| 鮨 よしたけ          | 寿司         | 中央区銀座     | 2012年版の初掲載でいきなり3つ星獲得。以降11年連続で3つ星掲載。                                               |
| まき村               | 日本料理     | 品川区南大井   | 2015年版に初の3つ星獲得。以降、8年連続で3つ星掲載。                                                          |
| 虎白                 | 日本料理     | 新宿区神楽坂   | 2016年版に初の3つ星獲得で、小泉瑚佑慈氏は国内最年少の3つ星料理人へ。                                         |
| ロオジエ             | フランス料理 | 中央区銀座     | 2019年版で9年ぶりに3つ星獲得。以降、4年連続で3つ星掲載。                                                     |
| 麻布かどわき         | 日本料理     | 港区麻布十番   | 2021年版で初の3つ星獲得。以降3年連続で3つ星掲載。                                                            |
| 茶禅華               | 中国料理     | 港区南麻布     | 2022年版に初の3つ星受賞。2年連続で3つ星掲載。                                                                |
| レフェルヴェソンス   | フランス料理 | 港区西麻布     | 2022年版に初の3つ星受賞。2年連続で3つ星掲載。                                                                |

##### 東京2024
2023年12月5日発表。最高ランクの3つ星は昨年と同数の12軒で、昨年と同じ顔ぶれの11軒に加え、すし店「青空（はるたか）」（中央区）が新たに加わった。新3つ星店が出たのは3年ぶり。2つ星は33軒、1つ星は138軒。今年から、星には届かないが調査員が薦めたい店を紹介する「セレクテッドレストラン」（無印）クラスを新設、194軒を選んだ。この他、価格以上の満足感を得られる店「ビブグルマン」127軒と合わせ、掲載店総数は504軒と過去最多である。

#### ミシュランガイド京都・大阪

##### 京都・大阪2010
東京、香港・マカオに次ぐアジアにおける3地域目として、『ミシュランガイド京都・大阪2010』（英語版・日本語版）が2009年（平成21年）10月16日に出版された。レストランは3つ星7軒、2つ星24軒、1つ星116軒の評価を受け、また、東京版と同じく掲載レストラン147軒すべてに星が与えられた。掲載店はほとんどが日本食レストランで、京都市では97%、大阪市では82%と、東京の7割弱に比べてかなり高い割合となっている。
これに加え、ホテル34軒、さらに日本ならではの宿として、旅館22軒（うち3軒（2つ星1軒、1つ星2軒）が料理も評価され星も獲得）、合計203軒が掲載された。旅館の評価マークにも独自のものが用いられた。ミシュランガイド総責任者ジャン=リュック・ナレは、京都では伝統を受け継ぎ発展させてきた料理店が数多く選ばれ、大阪では才能溢れる新進気鋭のシェフたちの創造性と、独創性に溢れる料理を評価したと語っている。
調査
2007年（平成19年）秋より、調査員によって調査が開始された。調査対象は約1,000軒。
掲載拒否論争
当初、京都では多くの老舗料理店が掲載を拒否していると新聞や雑誌などで報じられた。20軒（京都15軒、大阪5軒）が掲載拒否したが、ミシュランは掲載を強行、店舗の写真は掲載されず、写真が省かれたり、あまり関係のない写真が添付された例もあった。
一方、『週刊文春』にミシュランへの掲載を拒否するとのコメントを掲載された「菊乃井」店主の村田吉弘は、「週刊文春の記事はまったく本意ではなく、掲載は大歓迎であり、掲載されることによって起こるかも知れない心配面の部分だけを誇張して書かれた」と発言している。また、掲載拒否と噂の流れた「京都吉兆」総料理長の徳岡邦夫は「オファーがあったときに断ったのは事実だが、それは吉兆グループの不祥事が理由であって掲載拒否ではない。次にオファーがあったときはぜひとも受けたい」と発言している。一方、「瓢亭」当主の高橋英一は「星の数の増減で店が左右されるのは心配だ」とミシュランへの掲載を断っているが、3つ星で掲載されている。
ナレは会見にて、掲載拒否を表明している店に対して「店の売り上げが伸びるのに残念なことだ。評価されたくなければ違う仕事をすべきだ」と批判している。
2010年（平成22年）3月、3つ星と認定された割烹料理店でノロウイルスによる食中毒が発生した。日本ミシュランタイヤ広報部によると、評価対象店が食中毒を起こしたことがあるかどうかは把握しておらず、2011年版に該当店を掲載するかどうかについては、店の対応と監督官庁の判断を見たうえで決定するとしている。ただし、基本的にガイド掲載店は翌年追跡調査されるのが慣例で、これまで3つ星を取った店が翌年の号から消えたことは休業以外にはなく、考えられないとしている。 しかし、最近では、京都の「吉兆嵐山本店」は、2021年版3つ星→2022版消滅の例がある。※休業していない。

##### 京都・大阪・神戸2011
2010年（平成22年）10月22日発売。調査対象地域に神戸地区（神戸市、芦屋市、西宮市）が加えられ、『ミシュランガイド京都・大阪・神戸2011』となった。3つ星は5軒増の12軒（京都7軒、大阪3軒、神戸2軒）、2つ星は22軒増の46軒（京都レストラン22軒旅館2軒、大阪12軒、神戸10軒）、1つ星は69軒増の185軒（京都レストラン71軒旅館1軒、大阪75軒、神戸レストラン37軒旅館1軒）を含むレストラン計239軒、ホテル42軒、旅館31軒が掲載された。2010年版に掲載後食中毒を出した割烹料理店も3つ星を守った。おばんざい、鳥、ゆば料理店が新たに加わり、掲載レストランのうち6割近くが日本料理で、そば、寿司、天ぷらなども含めると日本食は8割となった。また、掲載レストランは全店星つきだが、星つきレストランは高いというイメージを払拭するため、他国・地域版の「ビブ・グルマン」マークに相当する1人あたり5,000円以下でランチやディナーを楽しめる星つきレストランを示す「5,000円以下マーク」が初めて導入され、3つ星・2つ星レストランも含む40軒にコインをあしらった5,000円以下マークが与えられた。

##### 京都・大阪・神戸・奈良（2012 - 2013）
2011年（平成22年）10月21日発売。2012年版は京都・大阪・神戸に奈良を加え、『ミシュランガイド京都・大阪・神戸・奈良2012』となった。

##### 関西（2014 - 2015）
『ミシュランガイド京都・大阪・神戸・奈良』は対象エリアを同じくしながら2014年版から『ミシュランガイド関西』に題名が変更された。また、他国・都市版と同じく、星はつかないがコストパフォーマンスの高い食事を5,000円以下で提供する調査員おすすめのレストランとして「ビブグルマン」が登場した。

#### Bonnes Petites Tables 東京
美味しい一皿を気軽に味わえるレストランを紹介する「ボンヌ・プティット・ターブル（Bonnes Petites Tables）」シリーズの第4弾として、2011年7月13日、『ミシュランガイド ボンヌ・プティット・ターブル・東京〜ちょっと気になる東京のフレンチ〜』が発売された。日本語版のみで、他版とは異なり東京版ではフランス料理店のみの295軒が掲載されている。当初、2011年4月21日の発売が予定されていたが、東日本大震災を受け延期されていた。気軽に楽しめるフランス料理店を紹介し、日本における「高級すぎて入りづらいフランス料理店」というイメージを変えるというコンセプトから、掲載店は快適度・豪華度がスプーン・フォーク2つ以下の店の中から選ばれ、これまでの日本版には掲載されていなかった星なしのレストランも掲載された。これにともない日本版に初めてビブグルマン（5,500円以下でのコースやアラカルトの提供、103軒）が登場することとなった。また、東京・横浜・鎌倉2011版とは異なり、コインマークは1,050円以下でのランチ提供店となっている（39軒）。

#### 特別版
日本語版のみが発売されている。レッド・ミシュランは毎年改訂版を出す方針なのに対し、特別版は毎年の継続調査をしていない。
ただし、数年後に改訂版が発行されている地域もある。
特別版には、それまでレストラン・ホテルガイドが発行されていなかった地域を対象するもの（『北海道2012特別版』など）や、かつてレストラン・ホテルガイドが発行されていた地域の一部を対象とするもの（『横浜・川崎・湘南2015特別版』など）がある。

##### 北海道2012特別版/北海道2017特別版
日本ミシュランタイヤは2011年9月30日、『ミシュランガイド北海道2012特別版』を2012年4月に発行すると発表した。ラーメン、ジンギスカン店を含む道内全域の800店が調査対象となっている。英語版はない。2012年4月20日に発行された2012特別版では合計699軒を掲載し、このうちレストランが475軒、ホテルが133軒、旅館が91軒を掲載。星のつかない店も数多く掲載しており、特に北海道版で初めて3,500円以下で食事ができる調査員お勧めのお店にビブグルマンマークがつけられた。
2017年5月19日には、北海道2017特別版が発売されている。

##### 広島2013特別版/広島・愛媛2018特別版
日本ミシュランタイヤは2012年11月22日、『ミシュランガイド広島 2013 特別版』を2013年春に発刊すると発表。2013年1月23日に発刊日が同年5月17日に決まった。2011年秋より調査員8人を派遣し調査していた。首都圏、関西、北海道に続いて広島が選ばれた経緯について、日本ミシュランタイヤ社長室長・森田哲史は「ワールドワイドな視点から見て自然な流れ」と述べた。しかし、いまだに名古屋および「愛知版」が出ていないなど、整合性に欠ける面も散見される。
2018年4月12日には、愛媛県を加えた広島・愛媛2018特別版が発売されている。

##### 福岡・佐賀2014特別版/福岡・佐賀・長崎2019特別版
日本ミシュランタイヤは2014年4月23日、『ミシュランガイド福岡・佐賀2014特別版』を同年7月10日に発刊すると発表。発行された2014特別版では2つの店が3つ星、12の店と旅館が2つ星、43の店が1つ星を取得した。さらに星はつかないがおすすめのお店が229軒、「北海道2012特別版」「広島2013特別版」と同様、ビブグルマンのマークのお店が74軒など、計489店（福岡368店、佐賀121店）が掲載されている。またうどん、ラーメン、餃子、水炊きといった福岡、佐賀らしい料理を出しているお店も多数掲載しており、非常に多様なセレクションとなっている。
2019年7月13日には、長崎県を加えた福岡・佐賀・長崎2019特別版が発売予定。

##### その他の特別版
上述のほか、以下の特別版が発売されている（発売予定を含む）。
- 横浜・川崎・湘南2015特別版[70]
- 富山・石川（金沢）2016特別版[71]
- 兵庫2016特別版[74]
- 宮城2017特別版[68]
- 奈良2017特別版 - クラブミシュランの会員限定公開で、書籍の発行はなし[75]。
- 熊本・大分2018特別版[78]
- 愛知・岐阜・三重2019特別版[129]
- 新潟2020特別版
- 北陸2021特別版
- 奈良2022特別版（初版限定、事前注文のみの対応で、店頭販売はなしとのことだったが、実際はAmazon等で入手可能の模様。）

## その他のガイドブック

### 観光ガイド
緑色の装丁を特徴とし、対象地域の観光地を案内するガイドブック・シリーズである。ミシュランによって1926年に刊行が開始された。
レストランガイドと同様、観光地の見所を星の数で評価している。自動車旅行者を念頭に置いており、項目は通常アルファベット順に並べられている。写真、イラスト、平面図などで旅行者に理解を与える工夫がなされている。なお、一時期までは写真をまったく使用せず図版のみだった。
かつて実業之日本社から日本語版の各国ガイドが出版されたこともあるが、現在は販売されていない。
2009年（平成21年）3月に日本の観光地を案内する『ミシュラン・グリーン・ガイド・ジャポン』のフランス語版が、10月には英語版が出版された。また、改訂第2版フランス語版は2011年（平成23年）5月13日、東日本大震災にともなう延期を経て発売された。

### 実用旅行ガイド
2005年（平成17年）3月から発行されている実用旅行ガイドブック「Voyager pratique」は、現在、以下のタイトルが発行されている。
- フランス語圏
  - フランス本土：ブルターニュ地方、コルシカ島
  - フランス海外県など：グアドループ、マルティニーク、レユニオンとモーリシャスとロドリゲス島
  - フランス国外：チュニジア、モロッコ、マラケシュ-エッサウィラ、ベトナム
- スペイン語圏・ポルトガル語圏
  - スペイン国内：アンダルシア州、バルセロナ-カタルーニャ州、
  - スペイン国外：キューバ、中部・南部メキシコ、ドミニカ共和国、南西アメリカ
  - ポルトガル
- その他の地中海諸国
  - ギリシャ-イオニア諸島、ギリシャの島-アテネ、アイルランド
  - 南イタリア-ローマ、イタリア-トスカーナ州とウンブリア州
  - クロアチア、トルコ
- アフリカ
  - 南アフリカ共和国
- アジア
  - 中華人民共和国
  - 日本
    - 日本版 （Michelin Voyager Pratique Japon） は、「ビジット・ジャパン・キャンペーン」の一環として、ミシュラン・国土交通省・国際観光振興機構（JNTO）・国際観光サービスセンター（ITCJ）の連携で、日本を訪れる外国人観光客向けの実用旅行ガイドとして作成され、2007年4月に発行された。フランス語版のみ発行。

### 短期休暇用ガイド
「Guide escapade」と名付けられ、主に都市を対象とする短期滞在用のガイドブック。ポケットサイズで発行されている。
- フランス：ブルターニュ地方、ロワールの古城、パリ
- ベネルクス：アムステルダム、ブルージュ-ガン-アンベール（フランドル地方）、ブリュッセル
- イベリア半島：リスボン、マドリード、アンダルシア州、バルセロナ
- 中欧・東欧：ベルリン、ミュンヘン、ウィーン、ブダペスト、プラハ、サンクトペテルブルク
- イタリア：フィレンツェとトスカーナ州、イタリアの湖、ナポリ、ローマ、ヴェネツィア、シチリア島
- イギリス・アイルランド：ジャージー島-ガーンジー島、ロンドン、ダブリン
- その他の地中海諸国：エルサレム、マルタ、イスタンブール、モロッコ
- 北米：フロリダ州、ニューヨーク、サンフランシスコ、モントリオール
- アジア：タイ王国

### バリューなレストランガイド
「Les guides gourmands」。意訳すると「食道楽の手引き書」となる。フランスの地方の比較的安価なレストラン等を掲載している。

## 雑学
- 1940年のナチス・ドイツのフランス侵攻の際、電撃戦の前線にいたドイツ軍兵士はミシュランガイドを携行して侵攻の助けにした。1944年、連合軍はノルマンディー上陸作戦のあと、兵力が増強されるにつれ、兵員の移動が特にフランス都市部で滞ることを憂慮した。ドイツ軍が道路標識を破壊したり撤去していたためである。連合軍はパリのミシュランと秘密協定を結び、ミシュランガイドの最新版（1939年版）をワシントンD.C.で印刷し、士官らに配布した。
- ミシュランガイド（レストラン・ホテル）フランス2003年版の表紙には、愛称だった『LE GUIDE ROUGE』が記され、イギリス版も『THE RED GUIDE』と、他言語でも同様に表紙を飾った。しかし翌年2004年版からはその記述がなくなった。
- 1976年のフランス映画『手羽先とモモ』は、レストランガイドブック会社の社長デュシュマンとその息子を描いたコメディ映画である。デュシュマンガイドなる本は、ロゴや色、覆面調査と星による評価が明らかにミシュランガイドの隠喩となっている[132]。デュシュマンを演じるルイ・ド・フュネスは、映画内で老婦人やつけ髭の老人に大胆に変装して、さまざまなレストランの味見をする。しかしその変装は、映画の観客には大げさすぎるために不自然で滑稽に見える。
- 世界一安いミシュラン星つきレストランには諸説ある。CNN Travelでは、シンガポールにあるチキンヌードル等を供するHong Kong Soya Sauce Chicken Rice and Noodle[133]で、2シンガポールドル（約1.42USドル）のチキンライスが紹介されている。他には、香港のTim Ho Wan（添好運點心專門店）という飲茶専門店も世界一安いミシュラン１つ星レストランとして紹介された例がある。
- 2017年、サラリーマンながら、世界の3つ星レストランのほとんどで食事した藤山純二郎の『世界のミシュラン三ツ星レストランをほぼほぼ食べ尽くした男の過剰なグルメ紀行』（KKベストセラーズ）が出版された。この類の書籍は日本初である。[134]。

### 3つ星にまつわる逸話
3つ星を与えられた施設は多くの客を集め、経営者やシェフはマスコミに取り上げられる。また、食品や食器の製造企業とのスポンサー契約なども見込める。逆に、3つ星から2つ星に評価が下がる場合には、その負の影響を考慮して事前通告がなされるという。その他、星にまつわる逸話には次のようなものがある。
- 1966年、パリの人気レストラン「ルレー・デ・ポルクロール」のシェフ、アラン・ジックが自殺。ミシュランの評価が下がったことを気にしたのが原因とされる[87]。
- 伝記『星に憑かれた男』の主人公であり[135]、「キュイジーヌ・ア・ロー（水の料理）」で1980年代に天才料理人ともてはやされたベルナール・ロワゾーが2003年に自殺。レストラン・ガイド『ゴー・ミヨ』誌が同年にロワゾーの3つ星レストラン「ラ・コート・ドール」を最高点の19点から17点に落としたことに加え、ミシュランガイドでも3つ星から2つ星への降格が近いとするフィガロ (新聞)などの記事も一因といわれている[87][136]。
- パリを代表する高級レストランのひとつとして3つ星を得ていた「マキシム（Maxim's）」だが、1978年版から突然掲載されなくなった。マキシムは「当方はレストランではなく劇場。したがってミシュランは正しい」としたが、実際のところは3つ星から2つ星への降格を打診され、これを受けたマキシムがレストランとしての掲載を拒否したというものである。ナレは「自分から辞退したという店があるが、それはウソ。単に私たちが選ばなかっただけだ。マキシムだって同じ」と述べている[3]が、この事件は1978年版のことであり、ナレは、ミシュラン入社前の学生時代の出来事であり、関わっていない。その後パリの「マキシム本店」は2024版まで連続46年間もミシュラン・フランス版に掲載されていない！現在の「マキシム本店」のオーナーは、有名デザイナーのピエール・カルダンに交代したが、カルダン氏の死去後は不明。同様に、東京・銀座に存在した「マキシム・ド・パリ・銀座」も、一度も掲載されずに閉店した[独自研究?]。

### NHKでの扱い
日本放送協会（NHK）では、他の商標の扱いと同じく「ミシュランガイド」を避け、「権威ある世界的なレストランガイド」などと表現されていたが、2017年頃から「MICHELIN」ロゴの入ったガイド誌そのものを画面に出すようになり、2018年3月27日には『BS世界のドキュメンタリー「ミシュラン　星をめぐる物語」』が放送された。
2020年10月7日、NHK Eテレ にて放送されたトークバラエティ『ねほりんぱほりん』に、「“世界一”のグルメガイド本調査員」と題して、現役の50代男性調査員が「シロウさん」という仮名で「声の出演」をした。ミシュランガイド調査員が声だけとはいえテレビメディアに登場するのは世界初とされる。これまで調査員の詳細を公にはいっさい明かさなかったミシュランが出演を許可したのは、この番組では基本的にゲストは「（デフォルメキャラクター化された）ブタの人形（パペット）」をアバターとして声のみ登場するため、匿名性は（ある程度）維持できるからとのこと。

### 内定について
2023年7月、4年連続一つ星を獲得中の料理人の鳥羽周作が、自身が手掛ける別店舗の新しい店がミシュランガイドへの掲載が内定していることを明かしたが、これに対してミシュランガイドの広報担当者は「レストランに掲載の内定をすることは一切なく、事前に掲載有無、評価内容を伝えることはない」と否定した。